# زیلارد ۳۸۴۴۲
سیارک ۳۸۴۴۲ (به انگلیسی: 38442 Szilard، نامگذاری:1999SU6) سی و هشت هزار و چهارصد و چهل و دومین سیارک کشف شده‌است که در ۲۴ سپتامبر ۱۹۹۹ کشف شد.